# Гузиев
Гузиев (укр. Гузіїв) — село в Болеховской городской общине Калушского района Ивано-Франковской области Украины.

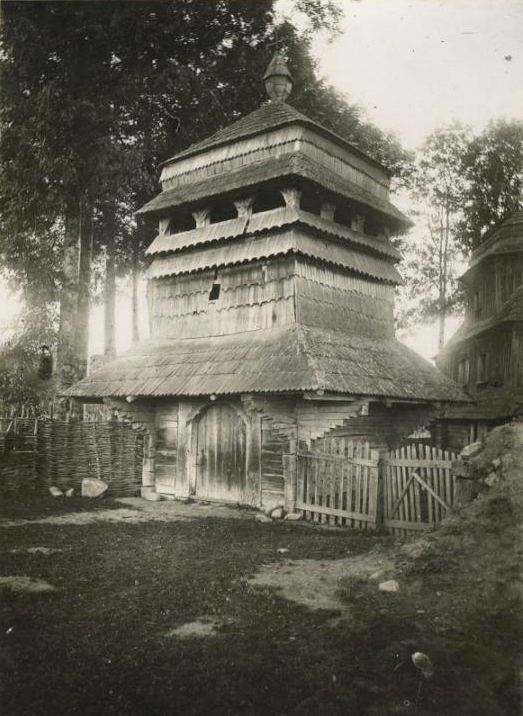
Колокольня, 1904

Население по переписи 2001 года составляло 1159 человек. Занимает площадь 2,228 км². Почтовый индекс — 77211. Телефонный код — 03437.